# Ferdinand Hérold

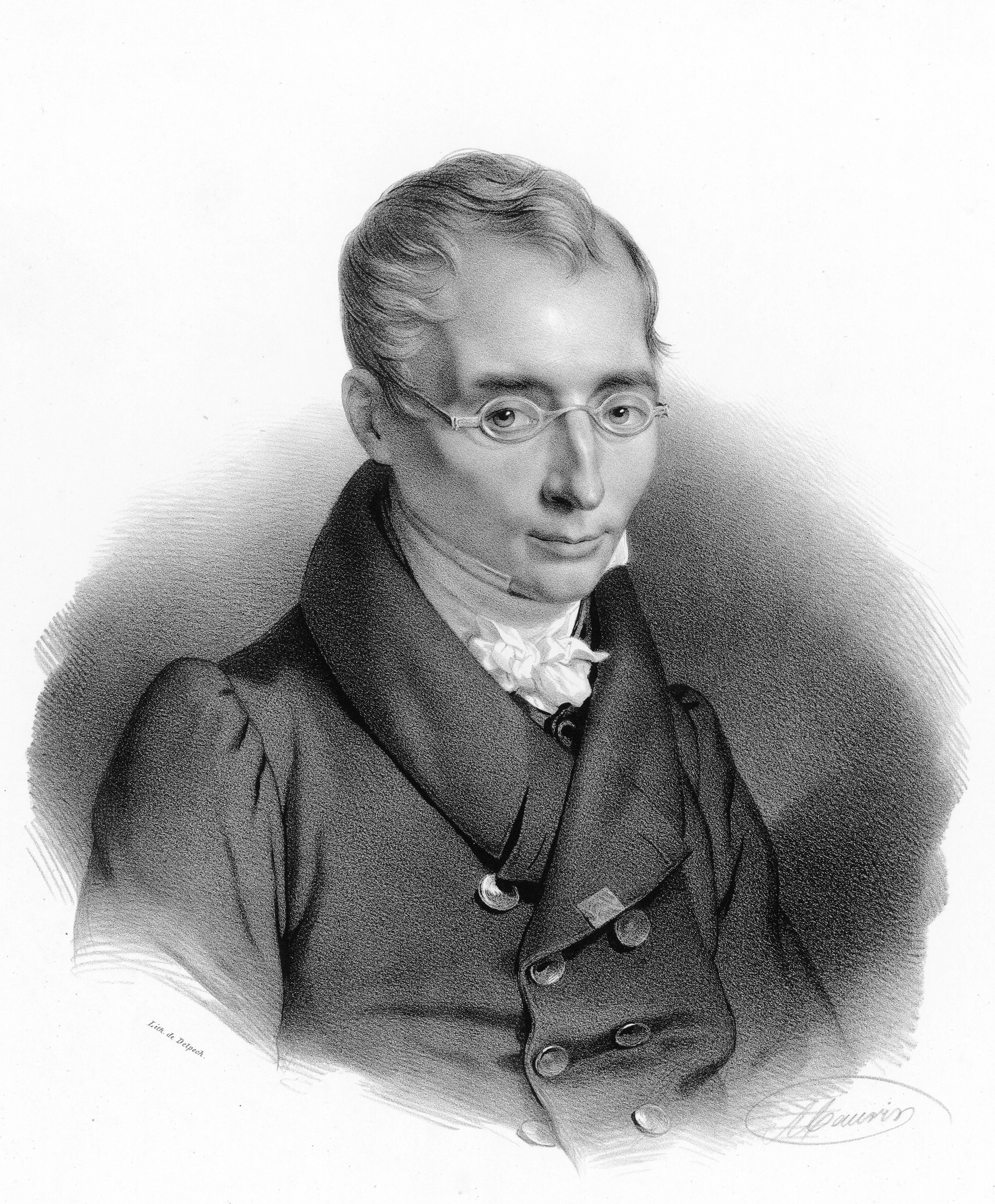
Lithographie von Ferdinand Hérold erstellt durch Louis Dupré, circa 1830

Louis Joseph Ferdinand Hérold (* 28. Januar 1791 in Paris; † 19. Januar 1833 in Neuilly-sur-Seine, Département Hauts-de-Seine) war ein französischer Komponist elsässischer Herkunft. Seine bekanntesten Werke sind die Ouvertüre zur Oper Zampa und das Ballett La Fille mal gardée.

## Leben
Ferdinand Hérold war das einzige Kind von François-Joseph Hérold, einem Pianisten und Komponisten, und Jeanne-Gabrielle Pascal, und Enkel des Organisten Nicolas Hérold. Im Alter von sechs Jahren besuchte er das Hix-Institut, wo er sich bei seinen Studien bereits auszeichnete. Gleichzeitig wurde er von François-Joseph Fétis (der später die Zeitschrift La Revue Musicale herausgab) in Musiktheorie unterrichtet. Im Alter von sieben Jahren spielte er Klavier und brachte erste Kompositionen für dieses Instrument zu Papier.
Sein Vater beabsichtigte nicht, ihm eine musikalische Karriere zu eröffnen, er selbst schlug diesen Weg nach dessen Tod 1802 ein. Er schrieb sich 1806 am Conservatoire de Paris ein, wo er von Louis Adam, dem Vater von Adolphe Adam, am Klavier unterrichtet wurde. Weitere Lehrer waren Charles Simon Catel (Harmonielehre), Rodolphe Kreutzer (Violine) und Étienne-Nicolas Méhul (Komposition). Hérold wurde in dieser Zeit ein Virtuose auf dem Klavier und der Violine.
1810 gewann er mit einer eigenen Komposition den ersten Preis eines Klavierwettbewerbs, eine Kombination, die es bisher nicht gegeben hatte. 1812 gewann er den ersten Preis beim Prix de Rome. Im Frühjahr 1813 komponierte er, wie alle Gewinner des Prix de Rome, seine erste Sinfonie, um seine Studienfortschritte unter Beweis zu stellen.
1815 zog er aus Gesundheitsgründen von Rom nach Neapel. Hier komponierte er unter anderem seine zweite Sinfonie und drei Streichquartette. Seine erste Oper La Gioventú di Enrico quinto wurde hier unter dem Pseudonym Landriani vorgestellt und vom Publikum – anders als bei vielen anderen französischen Komponisten – freundlich aufgenommen, nicht hingegen von den Kollegen. Er erhielt 5000 Lire, um die Töchter des Königs Joachim Murat zu unterrichten. Nach der Hinrichtung Murats musste er Italien verlassen und ging nach Österreich, wo er zwei Monate lang in Wien von Fürst Metternich beschäftigt wurde und zusätzlichen Kompositionsunterricht bei Antonio Salieri nahm. Danach kehrte er über München und die Schweiz nach Paris zurück.
1816 arbeitete er gemeinsam mit Boïeldieu an der Oper Charles de France, ein Werk, das seinen Namen bekannt machte. Im selben Jahr komponierte er die erfolgreiche Oper Les Rosières, die er seinem Freund und früheren Lehrer Méhul widmete. Es folgten etwa 30 Opern, denen größtenteils der Erfolg versagt blieb. 1817 hatte die Oper La Clochette Premiere, die einen gewaltigen Fortschritt gegenüber Les Rosières darstellte. Für die Wiener Erstaufführung, die 1821 in der Übersetzung von Georg Friedrich Treitschke stattfand, komponierte Franz Schubert zwei Einlagenummern. Nach langem Suchen nach einem geeigneten Libretto komponierte er Premier Venu, ein Werk minderer Qualität und ohne großen Erfolg. Auch Les Troqueurs (1819) fiel durch.
Hérolds Drang zum Komponieren zwang ihn, jedes Libretto, das ihm in die Finger fiel, auch zu vertonen, was dazu führte, dass seine nächsten Opern (L’Amour platonique und L’Auteur mort et vivant) nicht reüssierten, woraufhin Hérold entmutigt drei Jahre lang keine weiteren Opern schrieb. Er wurde Gesangschef und Chordirektor der Opéra-Comique.
1821 wurde er Assistent am Théâtre-Italien und reiste nach Italien, um Sänger für diese Einrichtung anzuwerben, was nicht nur seiner Inspiration, sondern auch seiner Gesundheit zugutekam. 1823 kehrte er mit Le Muletier erfolgreich auf die Bühne zurück. Seine nächste Oper, Lasthénie, wurde wiederum nur mäßig aufgenommen. Zur selben Zeit arbeitete er mit Auber an Vendôme en Espagne (1823), mit der er französische Siege in Spanien verarbeitete.
1824 wurde er von der Opéra-Comique beauftragt, Le Roi René zu schreiben. Im selben Jahr wurde er Begleiter am Théâtre-Italien, zwei Jahre darauf Chorleiter. 1825 schrieb er den Misserfolg Le Lapin blanc – seine Libretti halfen ihm nicht dabei, gute Musik zu schreiben.
Marie hingegen, seine nächste Oper (1826), wurde ein großer Erfolg, seine Verpflichtungen am Théâtre-Italien hinderten ihn jedoch daran, seinen Weg weiter zu beschreiten, so dass er die nächsten drei Jahre darauf beschränkt war, Ballettmusik zu schreiben – darunter allerdings eine Neufassung des heute noch oft gespielten La Fille mal gardée. 1827 wurde er die wichtigste Neubesetzung an der Pariser Oper. Am 3. November 1828 wurde er Ritter der Ehrenlegion. Seine nächste Oper, L’Illusion (1829), war erfolgreich, die übernächste, Emmeline (1830), war es nicht.
Am 3. Mai 1831 hatte seine berühmteste Oper, Zampa, Premiere, die in Frankreich und Deutschland große Erfolge feierte und gelegentlich auch heute noch aufgeführt wird. Auf Zampa folgte La Marquise de Brinvilliers; ein Gemeinschaftswerk an dem neben Hérold Daniel-François-Esprit Auber, Désiré Alexandre Batton, Henri Montan Berton, Felice Blangini, François-Adrien Boïeldieu, Michele Carafa, Luigi Cherubini und Ferdinando Paër mit verantwortlich zeichneten.
Er schrieb 1832 La Médecine sans médecin und Le Pré aux Clercs, letzteres ebenfalls eines seiner bekannten Werke, das 1871 seine tausendste Aufführung in Paris erlebte. Einen Monat nach der Premiere starb Hérold an Tuberkulose, an der er seit langem litt. Seine Oper Ludovic, die er nicht mehr fertigstellen konnte, wurde von Fromental Halévy abgeschlossen.
Hérold wurde auf dem Friedhof Père-Lachaise (Division 13) beerdigt. Das Haus in der Rue Hérold 10 ist sein Geburtshaus, die Straße wurde 1881 nach ihm benannt.

## Ehrungen
- Ritter der Ehrenlegion
- Die Rue Hérold im 1. Arrondissement (Paris) wurde ihm zu Ehren benannt.

## Opern
- 1815, La gioventù di Enrico quinto.
- 1816, Charles de France ou Amour et gloire (mit Boieldieu).
- 1816–1817, Corinne au Capitole.
- 1817, Les Rosières.
- 1817, La Clochette ou Le Diable page.
- 1818, Le Premier venu ou Six lieues de chemin.
- 1819, Les Troqueurs.
- 1819, L’Amour platonique.
- 1820, L’Auteur mort et vivant.
- 1823, Le Muletier.
- 1823, Vendôme en Espagne (mit Auber).
- 1825, Le Lapin blanc.
- 1826, Almédon ou le monde renversé umbenannt in Marie.
- 1829, L’Illusion.
- 1829, Emmeline.
- 1830, L’Auberge d’Auray.
- 1831, Zampa ou La Fiancée de marbre.
- 1831, La Marquise de Brinvilliers (mit Auber, Batton, Berton, Blangini, Boieldieu, Carafa, Cherubini und Paer).
- 1832, La Médecine sans médecin.
- 1832, Le Pré aux Clercs.
- 1833, Ludovic (abgeschlossen von Halévy).
- ohne Jahresangabe, Les Florentines.

## Ballette
- 1827, Astolphe et Joconde ou Les Coureurs d’aventures.
- 1827, La Somnambule ou L’Arrivée d’un nouveau seigneur.
- 1828, La Fille mal gardée.
- 1828, Lydie.
- 1829, La Belle au bois dormant (Dornröschen), (Choreographie: Jean-Louis Aumer)
- 1830, La Noce de village.

## Weitere wichtige Werke
- 1811–1813, Klavierkonzerte Nr. 1 E-Dur, Nr. 2 Es-Dur, Nr. 3 A-Dur und Nr. 4 e-Moll.
- 1812, La Duchesse de la Vallière ou Mlle de Lavallière (mit dem er den Prix de Rome gewann).
- 1813, Sinfonie Nr. 1 in C-Dur.
- 1814, Drei Streichquartette.
- 1815, Sinfonie Nr. 2 D-Dur.